# Руско-шведска война (1495 – 1497)
Руско-шведската война от 1495 – 1497 е първият въоръжен конфликт между кралство Швеция и нововъзникналото Руско царство. Основна причина за него е борбата на Иван Грозни против монопола на Ханзата в мореплаването и търговията в Балтийско море.
- Граница между Швеция и Велики Новгород след Ореховския мир от 1323
- Руските войски пред Виборг
- Схема на виборгските укрепления